# Jürgen E. Schmidt

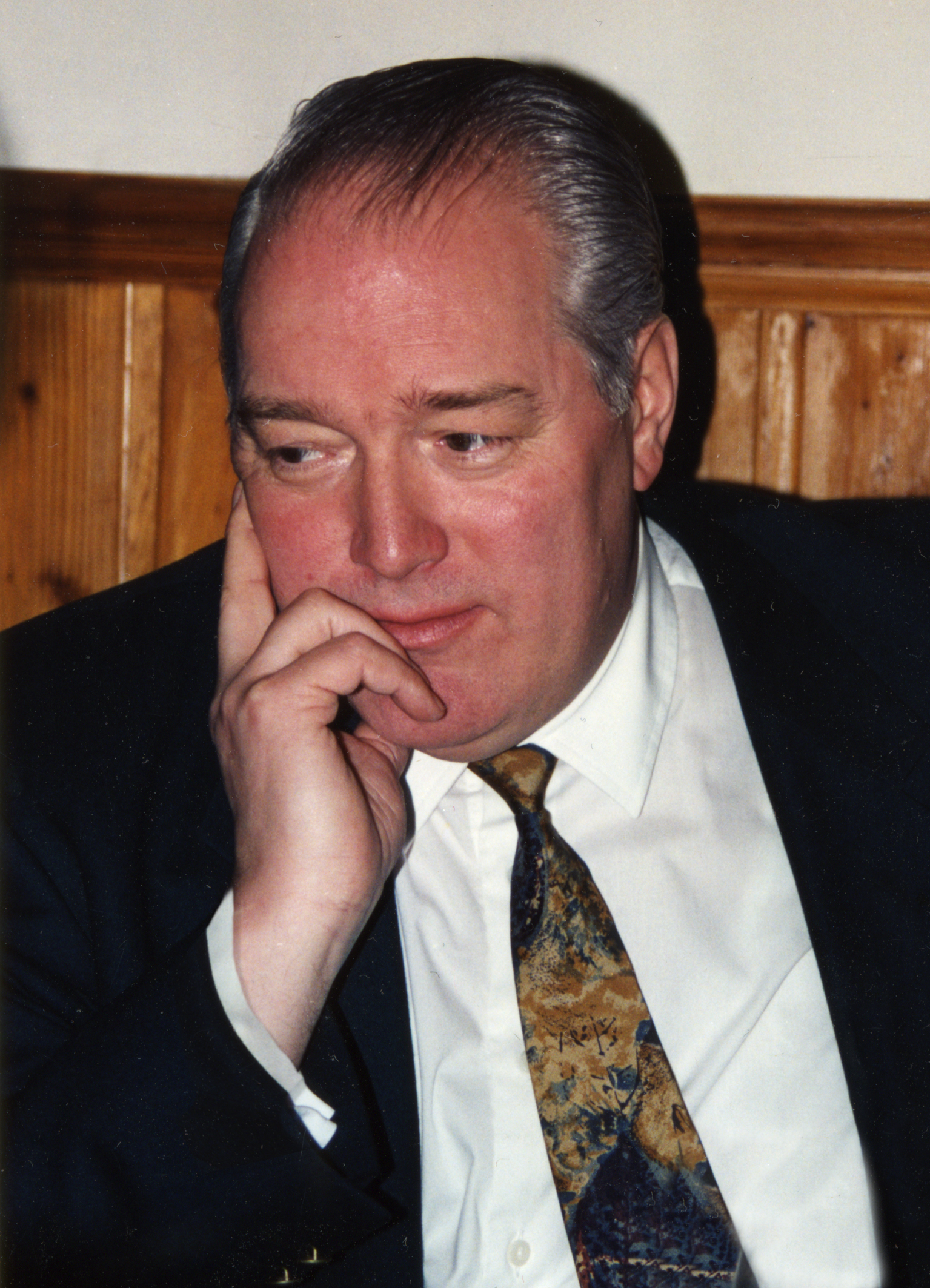
Jürgen Schmidt

Jürgen Ernst Johannes Schmidt (* 14. Januar 1937 in Berlin; † 19. August 2010 in Zemling, Niederösterreich) war ein deutsch-österreichischer Aufnahmeleiter und Musikproduzent, von 1959 bis 2010 bei Preiser Records.

## Kindheit und Jugend
Jürgen Schmidt wurde als Sohn von Hermann und Eva Luise Schmidt, geb. Klingbeil in Berlin geboren. Der Vater war Prokurist und Geschäftsführer einer Kleiderfirma in Berlin. Im Jahr 1940 übersiedelte die Familie nach Wien, da Hermann Schmidt mit der Leitung der Wiener Niederlassung betraut wurde. Diesen im frühen Kindheitsalter erfolgten Umzug bezeichnete Schmidt in späteren Jahren als Glücksfall, der sich „sicherlich sehr günstig auf meinen künftigen Lebensweg auswirkte.“ Angesteckt durch die Musikleidenschaft des Malers Alfred Waagner (1886–1960) und seines Vaters, einem großen Opernfreund mit besonderer Vorliebe für den Bariton Heinrich Schlusnus (1888–1952), wurde Schmidt ab 1948 selbst eifriger Stehplatzbesucher – zunächst an den Ausweichspielstätten der zerstörten Staatsoper, der Volksoper und dem Theater an der Wien. Überhaupt ließ sich Schmidt keine Gelegenheit entgehen, auch privat Kontakt mit Sängern aufzunehmen, die er verehrte. So nutzte er im Sommer 1955 eine Reise zu Verwandten nach Berlin, um dem deutschen Opernsänger und Schauspieler Michael Bohnen, mit dem er bereits in Wien telefonisch Kontakt aufgenommen hatte, einen Besuch abzustatten. Ein weiterer wichtiger Kontakt dieser frühen Zeit war das Antiquariat von Roland Teuchtler, der mit dem jungen Schmidt stundenlang über seine Sängerlieblinge plauderte und wesentlich zu dessen Repertoirekenntnis beitrug.

## Ausbildung zum Sänger
Bei all dieser Begeisterung für die Oper, lag der Gedanke an eine eigene Sängerlaufbahn nahe. Schmidt absolvierte zwar noch eine kaufmännische Lehre (Abschluss 1954), doch inskribierte er sich bereits 1953 als außerordentlicher Hörer an der Hochschule für Musik und darstellende Kunst im Hauptfach Gesang, Stimmlage Bariton. Unterricht erhielt er bei  Ileano Giurescu, später auch bei Paul Lorenz. Sein Debüt erfolgte im Juni 1965 im Schönbrunner Schlosstheater in der Rolle des Nardo in Mozarts „Gärtnerin aus Liebe“. Der dafür von Hans Gabor unterzeichnete Vertrag mit der Wiener Kammeroper endete im August desselben Jahres, weitere Engagements kamen nicht mehr zustande, da sich Schmidt für seinen geregelten Beruf bei Preiser Records entschied.

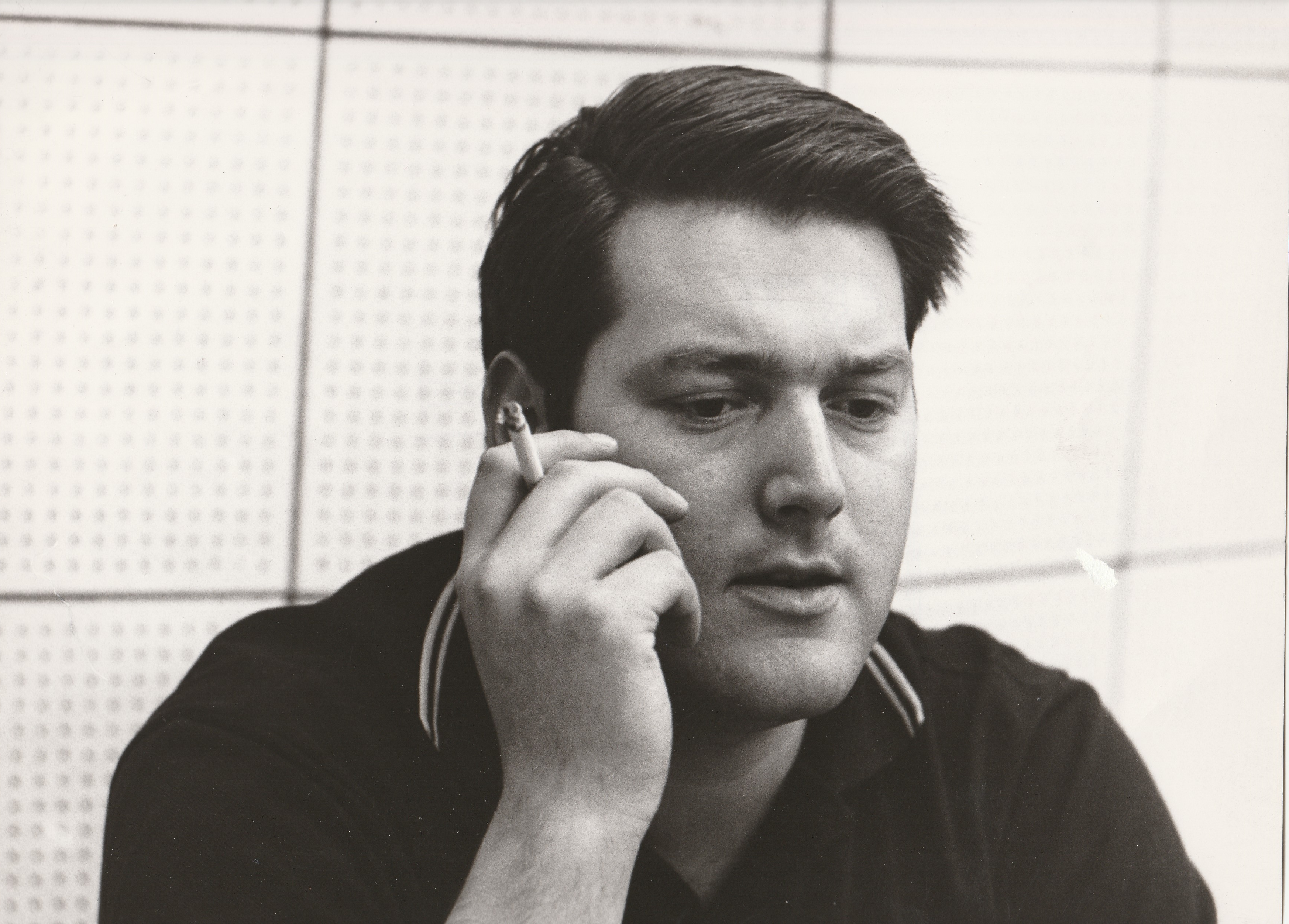
Jürgen Schmidt, Anfang der 1960er © F. M. Salus, Salzburg

## Einstieg in die Schallplattenbranche
Noch während seiner Ausbildung als Sänger kam Schmidt mit der Schallplattenbranche in Kontakt. Nach eigenen Aussagen geschah dies durch Zufall: „… die ersten Langspielplatten waren teuer und meist nicht einwandfrei. Mein Händler war des Umtausches müde und schickte mich direkt zur Auslieferung, damit ich mir endlich ein einwandfreies Exemplar dort aussuchen konnte. Ich kam mit dem Lagerleiter ins Gespräch, er meinte so jemand wie mich könnte er eigentlich gut gebrauchen, und so kam es, dass ich ab dem 1. Oktober 1955 bei der Oesterreichischen Columbia Graphophon, einer Schwester der deutschen Electrola, Beschäftigung fand.“
Die Fähigkeiten von Schmidt führten in Folge vom Assistenten des Lagerleiters bis zu einem Posten im Detailgeschäft der Firma. Im Herbst 1957 wurde die Stelle des Aufnahmeleiters vakant, für die sich Schmidt als 20-Jähriger bewarb unter der Bedingung, für einige Wochen nach London zu „His Master’s Voice“ oder zur Electrola nach Köln gehen zu dürfen, um Einblick in den Studiobetrieb zu erhalten. Man entschied sich für Köln.
Besonders erwähnenswert aus dieser Zeit ist Schmidts Mitarbeit an der Reihe Unvergänglich unvergessen. Wurden bis dahin Sänger wie Joseph Schmidt, Richard Tauber, Fjodor Schaljapin und Fritzi Massary vorgestellt, regte Schmidt erfolgreich die Veröffentlichung von Rudolf Bockelmann, Hans Hermann Nissen, Michael Bohnen, Helge Rosvaenge, Max Lorenz, Gerhard Hüsch, Margarete Teschemacher und Marcel Wittrisch an.
Zurück in Wien begann seine Arbeit als Aufnahmeleiter und Produzent – allerdings zu Schmidts Leidwesen hauptsächlich im Bereich der Unterhaltungsmusik. Entschädigen konnten ihn dabei aber Höhepunkte wie die Betreuung der Aufnahmen des Klavierhumoristen Hermann Leopoldi. Schmidts Tätigkeit bei der Österreichischen Columbia Graphophon endete im Sommer 1959.

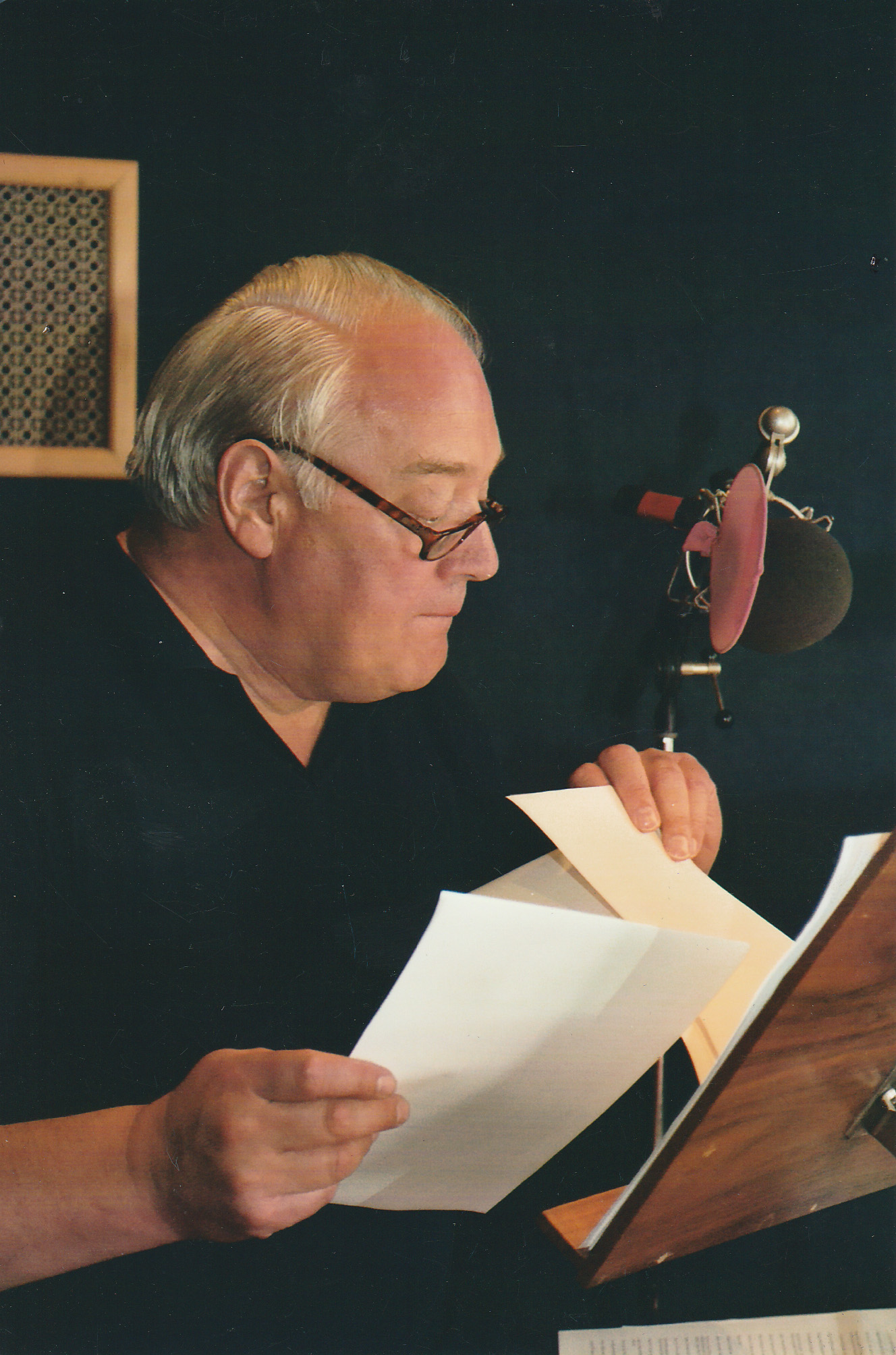
Jürgen Schmidt, ca. 2002/03

## Preiser Records
Schmidt startete seine Anstellung als Aufnahmeleiter und Produzent bei Preiser -Record am 1. Oktober 1959 mit der Reihe Kabarett aus Wien

### Kabarett aus Wien
Aufgenommen wurden die Vertreter der damaligen Wiener Kabarett-Szene, allen voran das Ensemble rund um Gerhard Bronner. Die erste Platte mit Bronner und Helmut Qualtinger wurde ein Riesenerfolg und ebnete den Weg für weitere Aufnahmen, die noch heute Kultstatus besitzen. Protagonisten waren u. a. Georg Kreisler, Louise Martini, Peter Wehle, Fritz Muliar, Karl Farkas, Ernst Waldbrunn und Cissy Kraner.

### „Lebendige Vergangenheit“

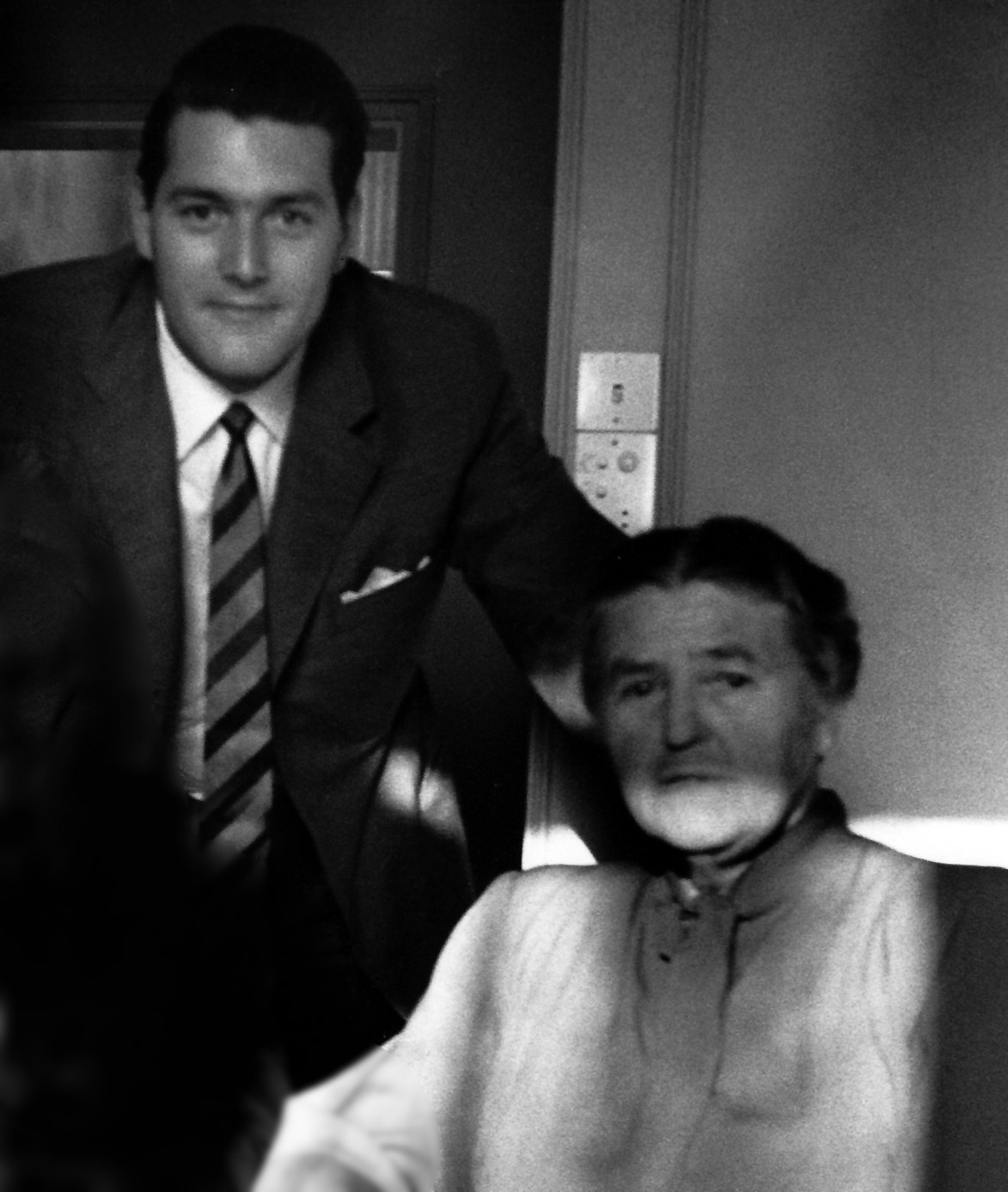
Jürgen Schmidt mit Lotte Lehmann in Wien, 11. Juni 1964

Neben dem Aufbau einer Sprechplatten-Produktion (u. a. mit dem gesprochenen Rosenkavalier und einer Arthur-Schnitzler-Gedenkplatte) und der Betreuung einiger Musikproduktionen wie z. Bsp. der Gesamteinspielung der Kammermusik von Franz Schmidt mit dem Wiener Konzerthausquartett, nahm für Jürgen Schmidt eine weitere Serie immer mehr Gestalt an: die Lebendige Vergangenheit. 1966 gestartet, bestand die Grundidee darin, in erster Linie Wiener Künstlern zu Nachruhm zu verhelfen, den sie anderswo nicht genossen. Richard Mayr eröffnete diese Reihe, gefolgt von Maria Jeritza, Emil Schipper und Mária Németh. Doch bereits aber der 5. Ausgabe weitete Schmidt die Auswahl aus und begann zusätzlich eine zweite Reihe mit dem Titel Court Opera Classics. Diese war Aufnahmen aus der Zeit der Wiener Hofoper, also bis 1918, gewidmet, während die Lebendige Vergangenheit einen Zeitraum von 1918 bis in die 1940er Jahre (in Einzelfällen auch darüber) abdeckte. In Plattenläden waren die Serien dank ihrer unverwechselbaren Cover stets auf den ersten Blick zu erkennen: weißes Cover mit Bild des Sängers/der Sängerin im Zentrum für Court Opera Classics, lila für Lebendige Vergangenheit. Mit der Umstellung von Langspielplatte auf CD wurden die beiden Serien schließlich zu einer vereint. Bei Preiser Records wird das „Credo“ Schmidts beschrieben als „der authentische, im Gegensatz zu dem klinisch von Störgeräuschen gereinigte Klang. Schmidt legte in der Auswahl der Künstler Wert auf Authentizität, aber auch darauf, weniger bekannte Persönlichkeiten zu fördern. Der von Schmidt betreute Katalog «Lebendige Vergangenheit» mit seinen mehr als 400 Titeln ist zum Nachschlagewerk für Opernkenner geworden.“
Trotz des enormen Arbeitsaufwands in Bezug auf diese Serien, hielt Schmidt selbst in seinen autobiographischen Anmerkungen fest, dass er diese Tätigkeit „quasi so nebenbei ausgeführt habe“, da seine eigentliche Arbeit bei Preiser Records darin bestand, Künstler wie Georg Kreisler, Helmut Qualtinger oder Fritz Muliar zu betreuen und neue Produktionen mit ihnen durchzuführen. Zwei für Schmidt besonders wichtige Künstler waren Anton Dermota und Robert Holl – ersterer konnte mit Schmidts Hilfe seine Alterskarriere umfangreich dokumentieren (u. a. mit seinem Schubert-Zyklus), dem zweiten war Schmidt ein großer Förderer und begleitete den damals noch nicht 30-jährigen Holl ab 1975 bei seiner internationalen Karriere nicht nur als Produzent, sondern auch als ein enger Freund.
Jürgen Schmidt wurde ab 1972 gleichwertiger Partner Otto Preisers und damit Mitinhaber der Firma. Nach Preisers Tod 1996 übernahm er die Geschäftsführung, die er bis zu seiner Pensionierung im Jahr 2002 innehatte. Dass für Schmidt stets die Liebe zur Musik im Mittelpunkt stand, beweist die Tatsache, dass er auch nach seiner Pensionierung mit gleicher Begeisterung und gleichem Eifer so weiterarbeitete wie zuvor. Die Betreuung der von ihm initiierten Serien blieb bis zu seinem Tod in seinen Händen.

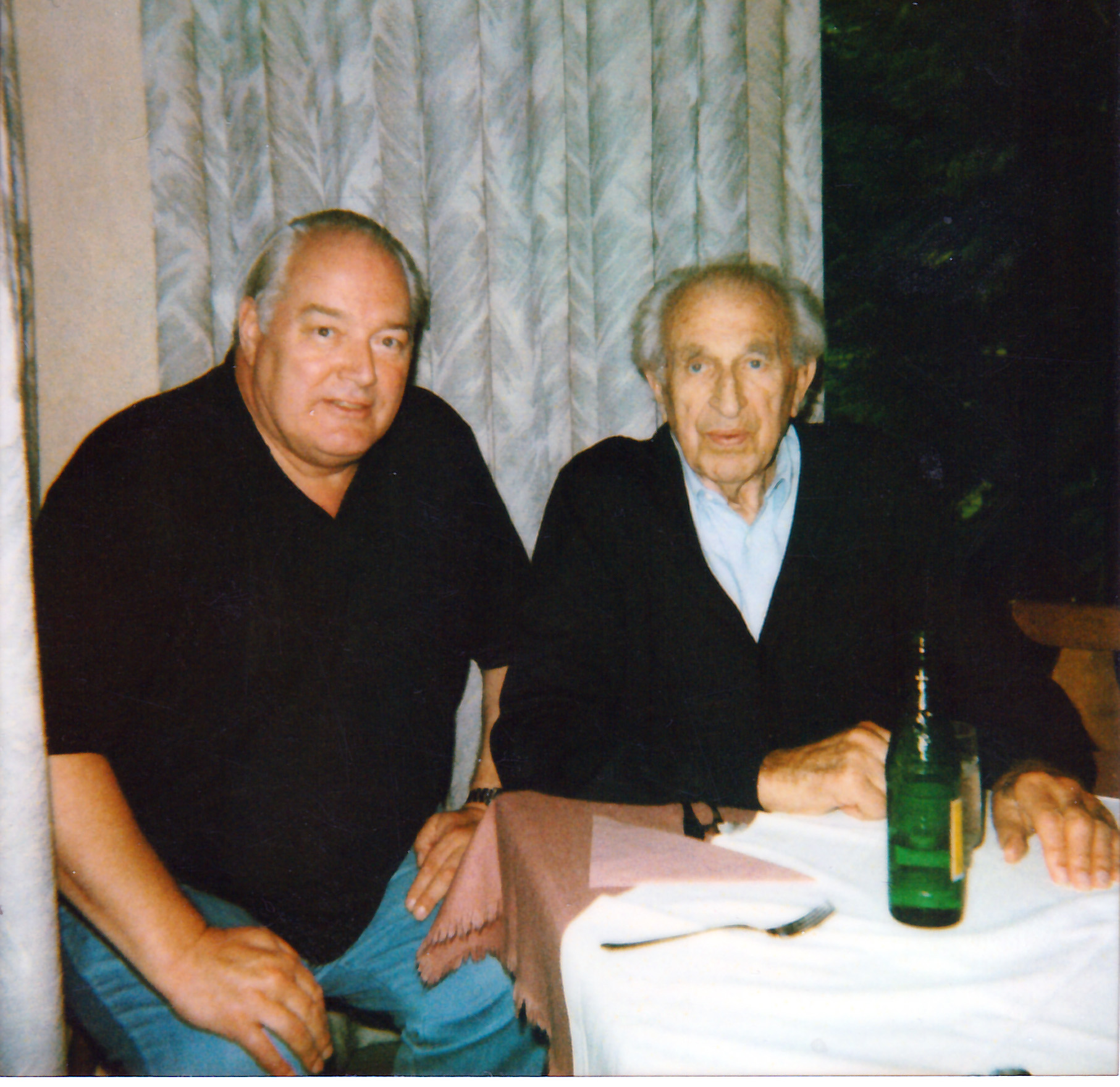
Jürgen Schmidt mit Hans Hotter, 25. Juli 2001

## Prägende Freundschaften

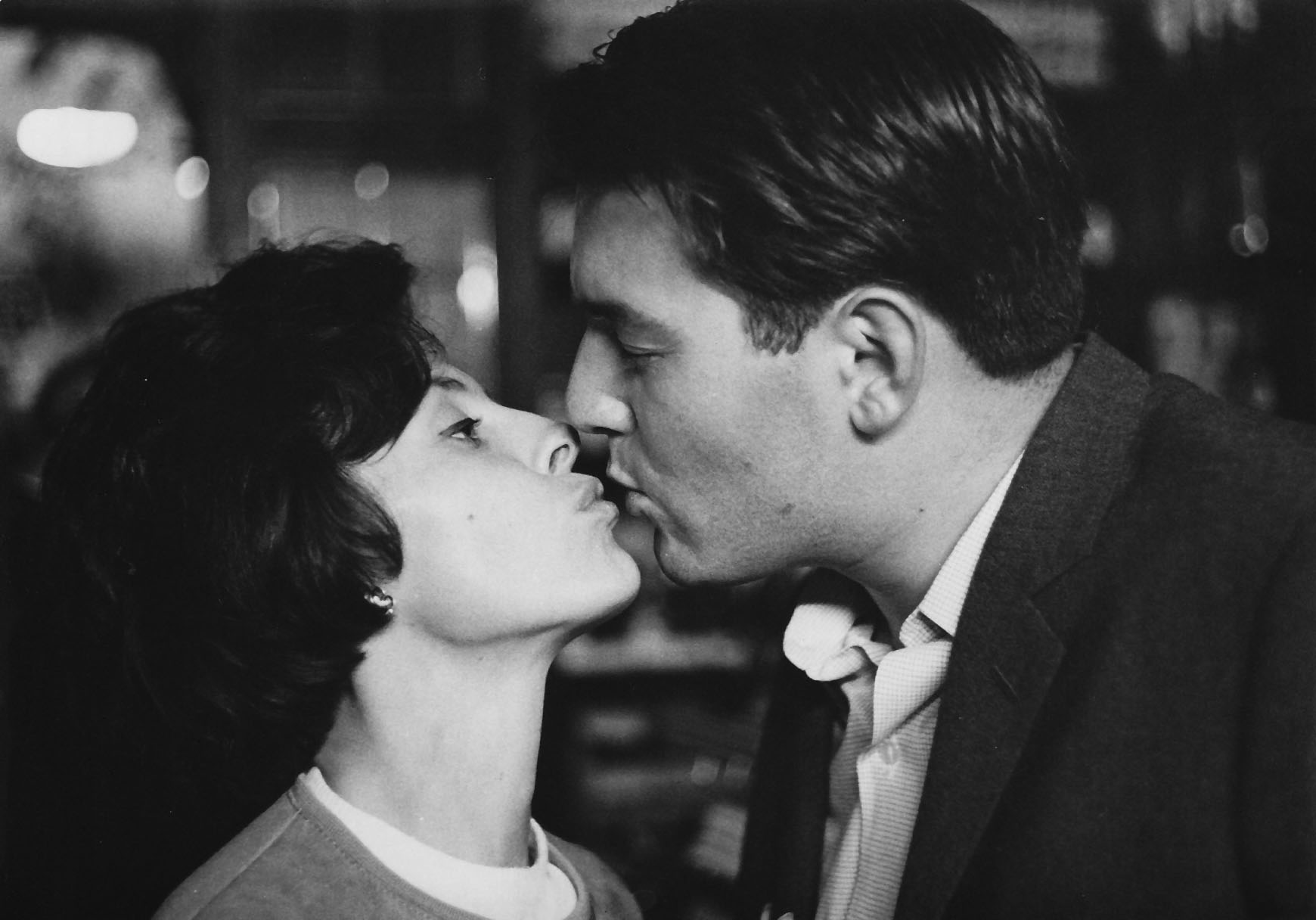
Elisabeth und Jürgen Schmidt im „Gutruf“, Anfang der 1950er

Lebenslange Freundschaft verband Jürgen Schmidt v. a. mit den Sängern Hans Hotter (von 1965 bis zu dessen Tod 2003) und Oskar Czerwenka (von 1962 bis zu dessen Tod 2000). Während es der Bassist Czerwenka als Gastgeber geselliger Runden Schmidt ermöglichte, viele weitere Sänger persönlich kennenzulernen, verband ihn mit dem zurückgezogen lebenden Hotter eine regelrechte Vater-Sohn Beziehung. Als Hotter starb, war es Schmidt, der dessen gesamtes Notenarchiv erbte.
Besonders eng war auch die Freundschaft mit Helmut Qualtinger. Schmidt erinnerte sich nach Qualtingers Tod an die gemeinsame Zeit, die sie u. a. im Szenelokal Gutruf verbrachten, wo beide Stammgäste waren

„Unsere eigentliche Bekanntschaft begann auf beruflicher Basis. [...] Durch meinen Wechsel zur Firma Preiser hat es sich dann ergeben, dass ich die ganzen Aufnahmen der Reihe Kabarett aus Wien zu betreuen und editieren hatte. Auch nach Beendigung seiner Kabarettzeit 1961 ist uns Helmut Qualtinger treu geblieben und hat uns mit dem Herrn Karl einen ungeheuren Erfolg beschieden. Danach galt es eine Linie zu finden: Qualtinger wollte gleich an die Lesung der Letzten Tage der Menschheit herangehen, allerdings erhielten wir vom damaligen Kraus-Nachlassverwalter Heinrich Fischer eine Absage. Erst als Fischer für den Bayerischen Rundfunk die Einführung für den Herrn Karl verfassen sollte, erkannte er, wem er da eine Absage erteilt hatte und revidierte umgehend seine Meinung.“

## Privates
Jürgen Schmidt heiratete am 13. März 1974 die damals als Sekretärin tätige Elisabeth Schmidt, geb. Brejl. Die Ehe blieb kinderlos. Jürgen Schmidt galt als „humorvoller, umgänglicher Mensch, in den Wiener Künstlerkreisen bekannt und beliebt.“ Ausgehend von seiner intensiven Sammler-Tätigkeit ergaben sich weitreichende Kontakte, die wie bei Norton-Welsh oft zu Freundschaften wurden. "He was always ready to share his vast knowledge of singers and their records (and to mimic many of them too) and was generous with free copies to those who helped him. His contacts were enormous and included many singers and their widows, with what one might call an 'inner circle' of prominent male singers from the Vienna State Opera, the most prominet being Hans Hotter."
Jürgen Schmidt verstarb plötzlich und unerwartet am 19. August 2010 in seinem Sommerhaus in Zemling in Niederösterreich und wurde am Hernalser Friedhof beigesetzt.

## Bedeutung und Würdigung
In den Nachrufen von Gottfried Cervenka (Ö1) und Wilhelm Sinkovicz (Die Presse) wird Schmidt als „Wiener Institution“, „einer der wichtigsten Plattenproduzenten Österreichs“, als „absolutes Original der Branche“ und als „eigentliche Seele“ von Preiser Records gewürdigt. Anerkennung als „Experte für historische Tonaufnahmen“ bzw. „musikalische Seele der Firma Preiser Records“ und als „musikalisches Universalgenie“ war ihm allerdings bereits zu Lebzeiten sicher. Offizielle Bestätigung dieser Wertschätzung kam mit der Verleihung des Professorentitels 1988 und dem Preis der Deutschen Schallplattenkritik für sein Lebenswerk 1991. Posthum wurde Schmidt am 16. Oktober 2010 mit der Gottlob-Frick-Medaille in Gold ausgezeichnet.

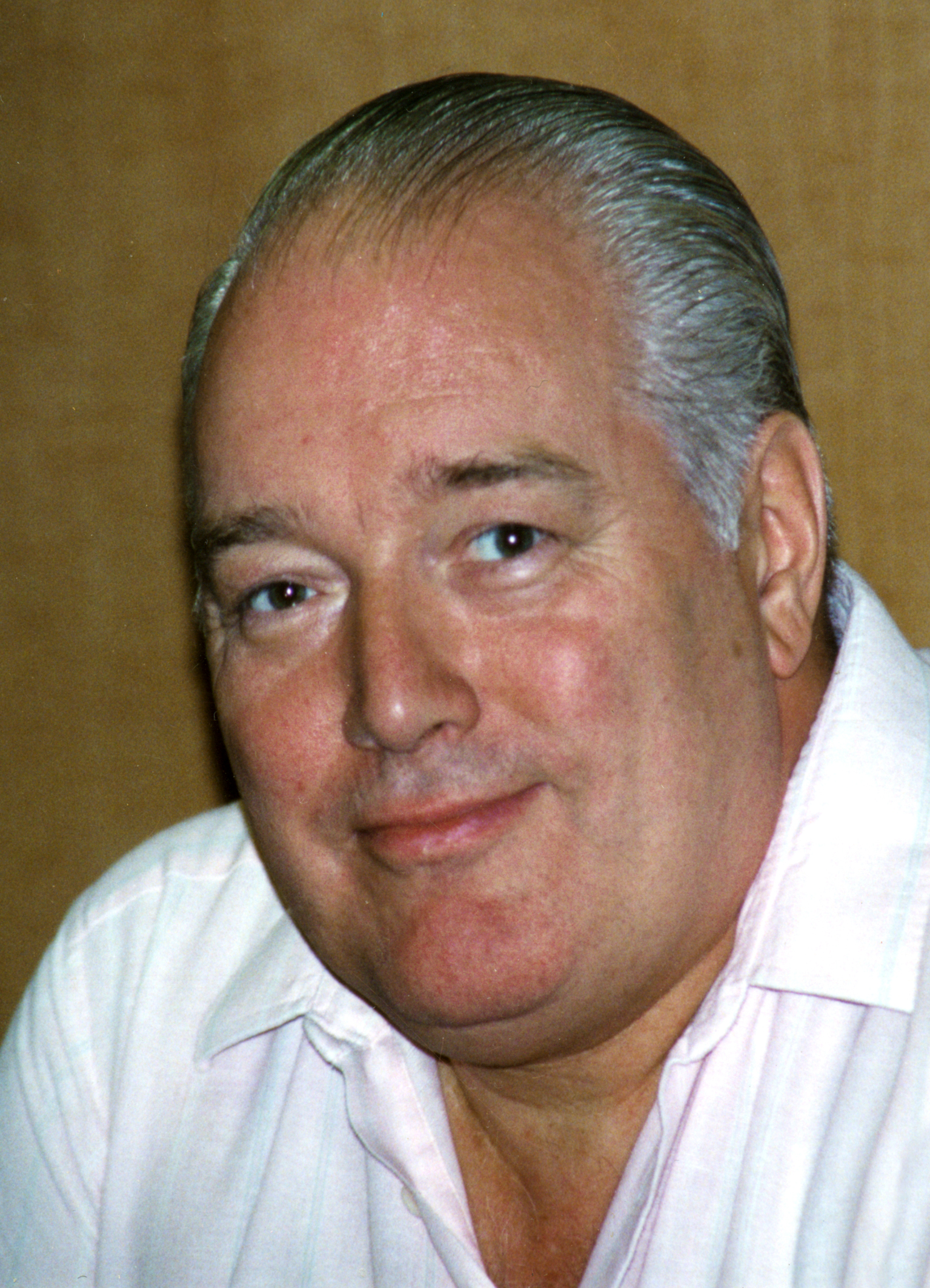
Jürgen Schmidt ca. 2008

Wichtigstes Vermächtnis von Jürgen Schmidt sind mit Sicherheit die von ihm initiierten und betreuten Serien „Kabarett aus Wien“ und „Lebendige Vergangenheit“, wobei sich vor allem letztere nicht nur durch ihre hohe technische Qualität auszeichnet, sondern auch durch ihre detailgenau recherchierten Daten zu den einzelnen Künstlern und den veröffentlichten Aufnahmen. Überhaupt liest sich der Preiser Katalog wie ein Who is who speziell der mit Wien eng verbundenen Künstler. Schmidt kannte sie alle: von Friedrich Gulda, Waldemar Kmentt, Julius Patzak bis zu Michael Heltau und Elfriede Ott. Mit vielen von ihnen war er persönlich befreundet, darunter Heinz Zednik, Heinz Holecek und Georg Kreisler.
Schmidts unermüdlichem Engagement ist es zu verdanken, dass manche vergessenen Gesangsstars von einst wieder in das Bewusstsein unserer Gegenwart zurückgerufen wurden – und dies unter weitestgehender Erhaltung des Originalklangs mittels einer zeitaufwendigen behutsamen Restaurierung, die auf radikale No Noise-Systeme und automatische Rauschunterdrücker verzichtete. Unterstützung hatte er dabei von Toningenieur Helmut Leistner, der nach Schmidts Tod eine unschätzbare Hilfe für die Erfassung des umfangreichen Nachlasses geworden ist.
Der Nachlass soll zur Gänze an die Österreichische Mediathek gehen, wo er allen Interessierten zugänglich gemacht werden soll. Eine wissenschaftliche Aufarbeitung des vorhandenen Materials (LPs, CDs, Recherchematerial zu den Veröffentlichungen, Fotos von sowie Korrespondenz mit Künstlern, u. a. von Lotte Lehmann, Robert Holl, Hans Hotter, Helmut Qualtinger etc.) ist von der Witwe ausdrücklich erwünscht.